# 基亚拉·莱昂内
基亚拉·莱昂内（Chiara Leone，1998年6月15日—）是一名瑞士步枪射击运动员，世界冠军，欧洲冠军。主项为50米步枪三姿和10米气步枪。

## 运动生涯
基亚拉于 2007 年九岁时开始从事射击运动。 
2022 年，在世界杯开罗和里约热内卢站赢得了奖牌。 她与扬·洛赫比勒搭档，在2022年欧锦赛 10 米气步枪混合团体赛中夺得铜牌。 
2023年弗罗茨瓦夫欧运会，获得获50 米三姿团体银牌。 
在巴库举行的2023年世界射击锦标赛上，莱夺得女子 50 米卧射步枪团体赛金牌， 并与洛赫比勒合作夺得 50 米卧射步枪混合团体赛金牌。 
2024 年 1 月，莱昂内赢得了她的第一枚个人世界杯奖牌，在世界杯开罗站女子 50 米三姿步枪比赛中获得银牌。
2024年5月，莱昂内在奥西耶克举行的欧洲射击锦标赛中成为50米气步枪三姿欧洲冠军。
在2024年巴黎奥运会上，莱昂内获得女子50米气步枪三姿金牌，并创造了新的奥运会纪录。